# Żyrosław I
Żyrosław I (zm. 1120) – biskup wrocławski w latach 1112–1120. Był jednym z biskupów, któremu Gall Anonim dedykował swoją kronikę. O jego rządach w diecezji wrocławskiej nic nie wiadomo.